# La Laguna (Panamá Oeste)
La Laguna es un corregimiento del distrito de San Carlos en la provincia de Panamá Oeste, República de Panamá. La localidad tiene 1.132 habitantes (2010).